# Paresłów
Paresłów – polski zespół hip-hopowy, utworzony w 1999 roku przez dwie raperki, Dorotę „Dore” Młynarczyk i Dorotę „Falę” Frontczak.
Za wydany w 2003 roku album Ironia formacja uzyskała nominację do nagrody polskiego przemysłu fonograficznego Fryderyka w kategorii Album Roku Hip-Hop.

## Historia
Członkinie zespołu poznały się w liceum. Dore interesowała się amerykańskim hip-hopem, znała też członków tworzącej się polskiej sceny hiphopowej (m.in. Numera Raz). Dziewczyny uczestniczyły w imprezach organizowanych przez DJ-a 600V, gdzie tworzyła się warszawska subkultura hiphopowa.
Po ukończeniu szkoły średniej, Dore i Fala zdecydowały się na karierę muzyczną, zdając sobie sprawę z możliwości wsparcia ze strony rynku hiphopowego. Rozpoczęły nagrywanie, korzystając z domowego sprzętu, w trzyosobowym składzie Rebelia. Z początku traktując tworzenie muzyki jako rozrywkę, z czasem Dore i Fala udoskonaliły umiejętności, współpracę zaproponował im DJ 600V – znany ze swoich kompilacji, promujących nowo powstałe zespoły hiphopowe. Na łamach miesięcznika Klan dziewczyny opublikowały utwór Takie są układy, natomiast na składankę Hiphopowy raport z osiedla trafiła piosenka „Środek wyrazu”. Wkrótce potem nastąpił rozłam zespołu, a Dore i Fala stworzyły duet Paresłow.
Producentem muzycznym z którym zdecydowały się współpracować został przypadkowo poznany WuBe, znany z zespołów Stare Miasto i TJK. Jej owocem stały się dwa albumy – Galaktao i Ironia.
Galaktao nagrany został w większości jeszcze przed podpisaniem kontraktu wydawniczego, dominują na nim utwory z typowo hip-hopowym samplingiem i mocnymi rytmami. Z kolei na płycie Ironia pojawiły się także muzyka tworzona z użyciem „prawdziwych” instrumentów, co zainspirowało Paresłów do występów z „żywym” zespołem – obecnie złożonym z perkusisty (w roli którego występuje producent, WuBe), gitarzysty, basisty, klawiszowca i DJ-a. W 2005 roku formacja zapowiedziała nagrania kolejnego albumu który ostatecznie nigdy się nie ukazał. Wkrótce potem grupa została rozwiązana.
W 2012 roku duet wznowił działalność.

## Dyskografia
Albumy
| Tytuł      | Dane dot. albumu                                           |
| ---------- | ---------------------------------------------------------- |
| Galaktao   | - Data: 24 marca 2001 - Wydawca: Baza Lebel/Pomaton EMI    |
| Ironia     | - Data: 30 sierpnia 2003 - Wydawca: Baza Lebel/Pomaton EMI |
| Elektrohop | - Data: 1 grudnia 2012 - Wydawca: WeCanHelpYou             |

Single
| „Galaktao”                                   | 2001 | —  | Galaktao   |
| „Gwiazda” (gościnnie: Tede)                  | 2003 | 30 | Ironia     |
| „Mój miły głos” (gościnnie: Ania Brachaczek) | 2012 | —  | Elektrohop |
| „—” pozycja nie była notowana.               |      |    |            |

Kompilacje różnych wykonawców
| Album                           | Rok  | Utwór                                                                                           | Źródło        |
| ------------------------------- | ---- | ----------------------------------------------------------------------------------------------- | ------------- |
| Hiphopowy raport z osiedla 2000 | 2000 | Paresłów – „Gratulacje”                                                                         | [ 11 ]        |
| Broniewski                      | 2005 | Paresłów – „Ulica miła”                                                                         | [ 12 ]        |
| Rymy częstochowskie             | 2008 | Adam Mickiewicz – „Pani Twardowska” (gościnnie: Paresłów)                                       | [ 13 ] [ 14 ] |
| Morowe panny                    | 2012 | Dore, Mona – „Dla Marysi” Fala, Ania Bachraczek – „Upnij we włosach” Paresłów – „Zadania znamy” | [ 15 ]        |
| Panny wyklęte                   | 2013 | Paresłów, MRR – „Kawka na Ordynackiej” Mona, Lilu, Gonix, Dore, MRR – „Nocna zmiana”            | [ 16 ]        |
| Panny wyklęte: wygnane vol. 2   | 2015 | Paresłów, MRR – „Musisz”                                                                        | [ 17 ]        |

## Teledyski
| Utwór                                                | Rok  | Reżyseria                    | Album      | Źródło |
| ---------------------------------------------------- | ---- | ---------------------------- | ---------- | ------ |
| „Spławiłam cię już w zeszłym roku” gościnnie: Ginger | 2001 |                              | Galaktao   | [ 18 ] |
| „Galaktao”                                           | 2001 |                              | Galaktao   | [ 19 ] |
| „Reedukacja”                                         | 2003 |                              | Ironia     | [ 20 ] |
| „Gwiazda” gościnnie: Tede                            | 2003 | Łukasz Tunikowski            | Ironia     | [ 21 ] |
| „Mój miły głos” gościnnie: Ania Brachaczek           | 2012 | Maria Tomaszewska-Chyczewska | Elektrohop | [ 22 ] |
| „My” gościnnie: Smagalaz                             | 2012 | —                            | Elektrohop | [ 23 ] |